# Jan Tuček

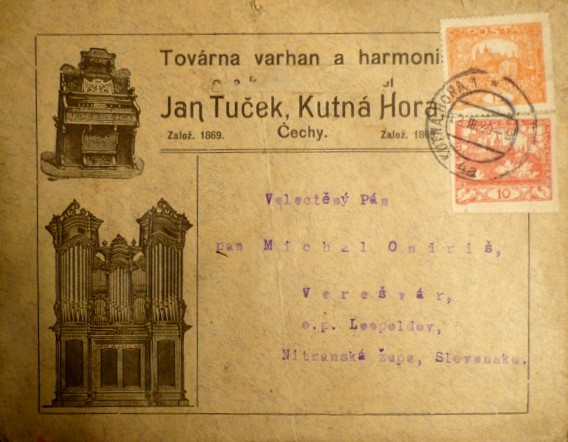
Reklamní dopisnice firmy Jan Tuček výroba varhan a harmonií Kutná Hora

Jan Tuček (16. května 1842 Golčův Jeníkov – 20. července 1913 Kutná Hora) byl český varhanář, zakladatel firmy na výrobu varhan "Jan Tuček, Kutná Hora".

## Historie firmy
Jan Tuček byl pravděpodobně „pouze“ vyučeným truhlářem, nicméně po návratu z vojny založil v roce 1869 v Kutné Hoře firmu na výrobu hudebních nástrojů. Zpočátku vyráběl harmonia, harmoniky a kolovrátky a brzy se stal první českou továrnou na výrobu harmonií. Varhany nejprve jen opravoval, ale od roku 1887 je začal i vyrábět a postupně se z firmy stala jedna z největších továren na výrobu varhan v Čechách.
Po smrti Jana Tučka v roce 1913 převzala firmu jeho manželka Kateřina, která ji vedla až do roku 1918. Po té se vedení ujal syn Jana Tučka Zdeněk Tuček (1879–1959). Postupně se do vedení firmy zapojoval i mladší syn Jan Tuček (1904–1995), který po vyučení pracoval u firmy Silberhorn ve Stuttgartu. V roce 1930 se stal společníkem firmy Tuček a od roku 1935 ji vedl. 
Firma Tuček zanikla roku 1951, kdy její zaměstnanci přešli do výrobního družstva Organa, které vzniklo v rámci znárodňování po únoru 1948 z bývalé varhanářské firmy Josefa Melzera. V Organě v letech 1956 – 1966 pracoval také Jan Tuček ml. Po odchodu z Organy se až do konce 80. let 20. století věnoval varhanářskému řemeslu samostatně, a to zejména na Slovensku.   

## Dílo
Tučkova firma postavila za svou existenci přes 420 varhan a vyrobila přes 8000 harmonií evropské i americké soustavy. Největší varhanářské práce jsou:
- Koncertní varhany ve Smetanově síni Obecního domu města Prahy o třech manuálech a 72 rejstřících, s více než 4000 píšťal, postavené 1912 ve spolupráci s firmou H. Voit v Karlsruhe
- Varhany ve farním kostele v Ostravě o třech manuálech, 53 rejstřících a více než 3700 píšťalách z roku 1938
- Varhany v kostele sv. Jakuba v Praze o třech manuálech, 79 rejstřících a s více než 5500 píšťalami z roku 1940, tehdy největší nástroj v Čechách.

Další velké nástroje jsou v chrámu sv. Barbory v Kutné Hoře z roku 1904, v katedrála sv. Bartoloměje v Plzni z roku 1923, ve Štramberku z roku 1940 a v Želivě z roku 1941. Mnoho nástrojů bylo postaveno v Polsku, v Litvě, v Chorvatsku, v Istrii aj.